# Argyractis nymphulalis
Argyractis nymphulalis là một loài bướm đêm trong họ Crambidae.